# Ruzsa
Ruzsa é um município da Hungria, situado no condado de Csongrád-Csanád. Tem 84,68 km² de área e sua população em 2019 foi estimada em 2.401 habitantes.